# Służebność
Tę sekcję należy dopracować:

przedstawiono sytuację tylko z polskiej perspektywy – sekcja powinna być przekrojowa.
Pomóż ją poprawić. Na stronie dyskusji mogą znajdywać się pomocne komentarze.

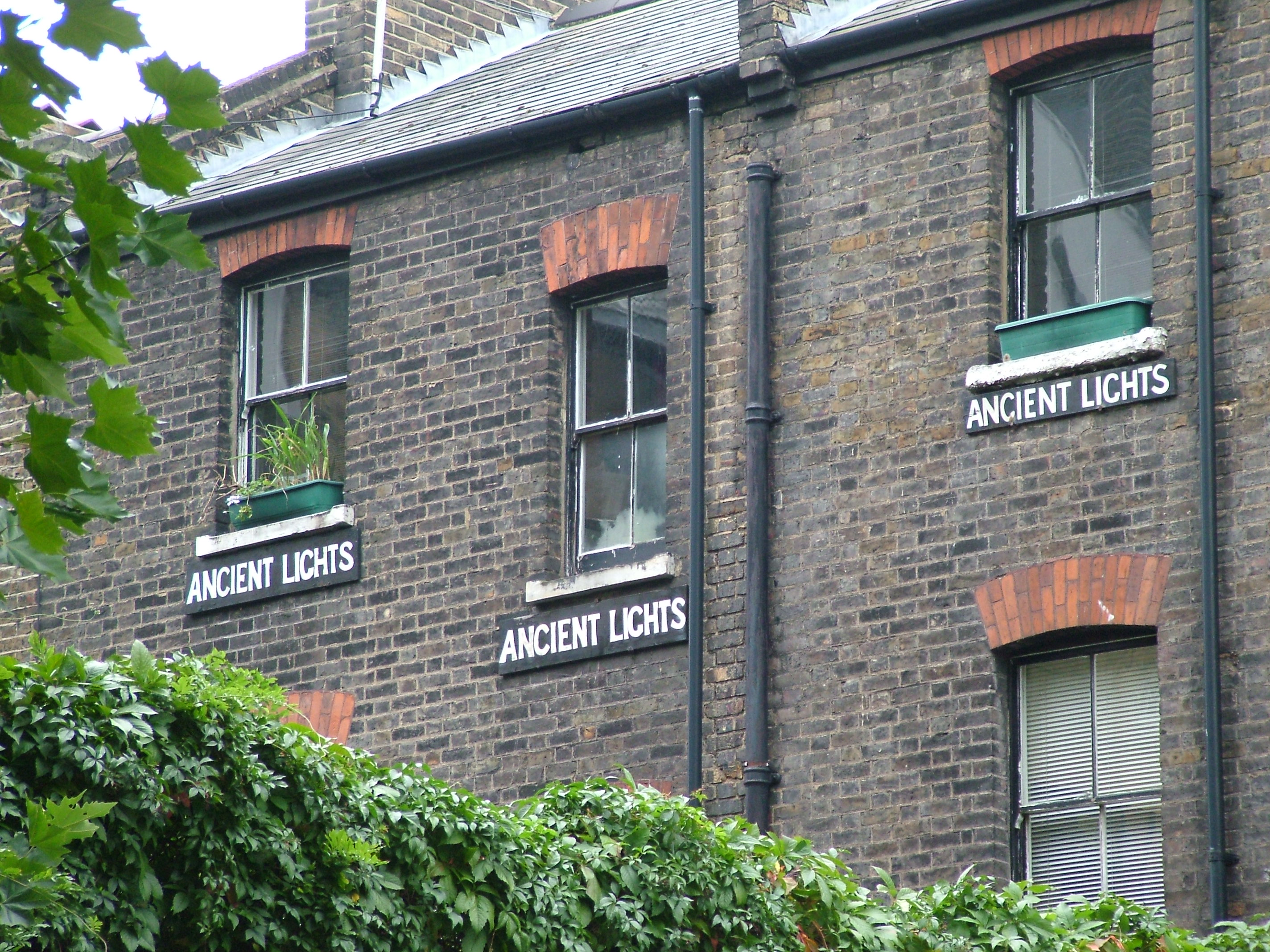
Brytyjskie oznaczenia "Ancient lights" sygnalizujące że sąsiednie nieruchomości są obciążone służebnością, polegającą na zapewnieniu niezmniejszonego dostępu do światła słonecznego dla tak oznaczonego okna

Służebność (łac. servitus) – ograniczone prawo rzeczowe, obciążające nieruchomość służebną w celu zwiększenia użyteczności innej nieruchomości zwanej władnącą (służebność gruntowa), albo zapewnienie zaspokojenia określonych potrzeb osoby fizycznej (służebność osobista). Jak każde ograniczone prawo rzeczowe, służebność ogranicza możność dysponowania obciążoną nieruchomością przez jej właściciela.

## Służebność w prawie polskim

### Regulacja prawna
Służebność została uregulowana w kodeksie cywilnym w artykułach od 285 – 3054 oraz jako ograniczone prawo rzeczowe w art. 244 – 251. Kodeks cywilny reguluje trzy rodzaje służebności:
- służebności gruntowe (art. 285 – 295);
- służebności osobiste (art. 296 – 305);
- służebność przesyłu (art. 3051 – 3054).

Kodeks cywilny zawiera również przepisy o służebności drogi koniecznej (art. 145) oraz służebności budynkowej (art. 151). Nie są to jednak odrębne rodzaje służebności, gdyż służebność drogi koniecznej jest ustanawiana jako służebność gruntowa lub osobista, a budynkowa jako rodzaj służebności gruntowej.

### Powstanie służebności
Służebność można nabyć na podstawie:
- umowy – jest ona najczęstszym sposobem powstania służebności, jej stronami są właściciel nieruchomości, która ma zostać obciążona oraz właściciel nieruchomości władnącej. Oświadczenie woli właściciela nieruchomości obciążanej musi być złożone w formie aktu notarialnego pod rygorem nieważności. Prawo służebności ujawnia się w księdze wieczystej, ale nie jest to konieczne do ważności umowy;
- orzeczenia sądowego – przykładowo orzeczenie sądu o ustanowieniu służebności drogi koniecznej;
- zasiedzenia – zasiedzenie służebności jest możliwe tylko gdy służebność gruntowa polega na korzystaniu z trwałego i widocznego urządzenia. Konieczny jest także upływ czasu 20 lat w razie nabycia posiadania służebności w dobrej wierze i 30 lat w razie nabycia jej posiadania w złej wierze. Nie jest możliwe nabycie służebności osobistej w drodze zasiedzenia;
- decyzji administracyjnej – w obowiązującym stanie prawnym mogą to być jedynie decyzje wywłaszczeniowe na cele użyteczności publicznej.

### Treść służebności
Służebności gruntowe oraz osobiste
Treść służebności gruntowej jak i osobistej jest co do zasady taka sama i może ona przybrać formę:
- Służebności czynnej – polega na korzystaniu z obciążonej nieruchomości w oznaczonym zakresie, np. w postaci przejazdu, przechodu, drogi koniecznej, czerpania wody
- Służebności biernej – polega na zakazaniu właścicielowi nieruchomości obciążonej podejmowania określonych zachowań, do których w braku służebności byłby uprawniony w ramach swego prawa własności np. zakaz budowy, zakaz zabudowy przy granicy (służebność światła).

Służebność powinna być wykonywana w taki sposób aby jak najmniej utrudniała korzystanie z nieruchomości obciążonej.
Różnicą pomiędzy tymi rodzajami służebności jest przede wszystkim to, że służebność osobista w przeciwieństwie do gruntowej jest niezbywalna i nie podlega dziedziczeniu.
Służebność przesyłu
Służebność ta może zostać ustanowiona jedynie na rzecz przedsiębiorcy, który zamierza wybudować bądź jest właścicielem urządzeń służących do przesyłu mediów, przykładowo: sieci energetycznej, wodociągowej, kanalizacyjnej, telefonicznej, gazowej.
Służebność ta polega na tym, że przedsiębiorca może korzystać w oznaczonym zakresie z nieruchomości obciążonej, zgodnie z przeznaczeniem tych urządzeń. W szczególności może przeprowadzić linię energetyczną, wodociągową, kanalizacyjną przez obciążoną nieruchomość, ma też prawo do dokonywania remontów, usuwania awarii tych urządzeń.

### Wygaśnięcie służebności
Służebność wygasa w szczególności na skutek:
- upływu terminu określonego w umowie,
- zrzeczenia się jej przez uprawnionego,
- nabycia przez osobę, której przysługuje prawo służebności prawa własności nieruchomości tzw. konfuzja praw,
- niewykonywania jej przez lat 10,
- zniesienia służebności prawomocnym orzeczeniem sądu.

Służebność osobista wygasa najpóźniej przez śmierć uprawnionego.